# Гайленд-Фоллс (Нью-Йорк)
Гайленд-Фоллс (англ. Highland Falls) — селище (англ. village) в США, в окрузі Орандж штату Нью-Йорк. Населення — 3684 особи (2020).

## Географія
Гайленд-Фоллс розташований за координатами 41°21′52″ пн. ш. 73°58′8″ зх. д. / 41.36444° пн. ш. 73.96889° зх. д. (41.364565, -73.968924).  За даними Бюро перепису населення США в 2010 році селище мало площу 2,85 км², з яких 2,82 км² — суходіл та 0,02 км² — водойми.

## Демографія
Згідно з переписом 2010 року, у селищі мешкало 3900 осіб у 1647 домогосподарствах у складі 988 родин. Густота населення становила 1369 осіб/км².  Було 1793 помешкання (629/км²).
Расовий склад населення:
| - 70,4 % — білих - 13,0 % — чорних або афроамериканців - 2,3 % — азіатів - 0,8 % — корінних американців - 9,1 % — осіб інших рас |

До двох чи більше рас належало 4,4 %. Частка іспаномовних становила 18,7 % від усіх жителів.
За віковим діапазоном населення розподілялося таким чином: 22,1 % — особи молодші 18 років, 64,6 % — особи у віці 18—64 років, 13,3 % — особи у віці 65 років та старші. Медіана віку мешканця становила 40,2 року. На 100 осіб жіночої статі у селищі припадало 97,1 чоловіків;  на 100 жінок у віці від 18 років та старших — 92,9 чоловіків також старших 18 років.
Середній дохід на одне домашнє господарство  становив 85 908 доларів США (медіана — 80 475), а середній дохід на одну сім'ю — 103 835 доларів (медіана — 103 093). Медіана доходів становила 64 286 доларів для чоловіків та 51 642 долари для жінок. За межею бідності перебувало 5,1 % осіб, у тому числі 11,3 % дітей у віці до 18 років та 4,7 % осіб у віці 65 років та старших.
Цивільне працевлаштоване населення становило 2110 осіб. Основні галузі зайнятості: освіта, охорона здоров'я та соціальна допомога — 33,1 %, публічна адміністрація — 14,9 %, роздрібна торгівля — 10,7 %, науковці, спеціалісти, менеджери — 8,5 %.